# Mesarmadillo kivuensis
Mesarmadillo kivuensis är en kräftdjursart som beskrevs av Arcangeli 1950. Mesarmadillo kivuensis ingår i släktet Mesarmadillo och familjen Eubelidae. Inga underarter finns listade i Catalogue of Life.